# 3-я стрелковая дивизия внутренних войск НКВД (2-го формирования)
3-я стрелко́вая диви́зия вну́тренних войск НКВД СССР — воинское соединение НКВД СССР в Великой Отечественной войне.

## История дивизии
Дивизия сформирована по приказу НКВД СССР № 00357 29 марта 1944 года в городе Алма-Ата, в том числе из войск расформированной Тбилисской стрелковой дивизии внутренних войск НКВД. В действующей армии с 09.08.1945 года по 03.09.1945 года. Участвовала в советско-японской войне.
До 16 августа 1945 года занималась охраной войскового тыла 1-го и 2-го Дальневосточного фронтов на территории СССР.
16 августа 1945 года 289-й стрелковый полк форсировал реку Амур и приступил к охране войскового тыла 15-й армии.
17 августа 1945 года 44-й стрелковый полк также форсировал реку Амур и приступил к охране войскового тыла 2-й армии.
27 августа 1945 года управление дивизии и 26-й стрелковый полк передислоцировались в Маньчжурию. На территории Маньчжурии в период войны и после неё дивизия вела борьбу с вооружёнными формированиями семёновцев, гоминьдана, с остатками японской армии, с китайскими уголовными бандами. Расформирована в городе Муданьцзян (Китай) в октябре 1946 года.

## Состав
- 26-й стрелковый полк внутренних войск НКВД
- 44-й стрелковый полк внутренних войск НКВД
- 289-й стрелковый полк внутренних войск НКВД
- 20-й отдельный стрелковый батальон внутренних войск НКВД
- отдельная сапёрная рота[4]
- 3280-я почтовая полевая станция[5]

## Командиры
- Казак, Павел Корнилович, полковник — (29.03.1944 — 1946)